# Linn Jørum Sulland
Linn Jørum Sulland (Oslo, 15 de julho de 1984) é uma handebolista profissional norueguesa, campeã olímpica.